# 쿠링
쿠링(중국어 정체자: 苦苓, 병음: Kûlíng, 한자음: 구령, Nick Wang, 1955년 10월 8일 ~ )은 대만의 작가, 시사 평론가, 텔레비전 진행자이다. 본명은 왕위런(王裕仁)이다. 그는 苦苓, 古令, 展甦, 托斯基 등의 필명을 사용하기도 한다. 그는 여허나라 할라 출신 만주족이다. 아버지는 중화민국 대력 시기 러허성 출신이고 어머니는 대만 이란 출신이다.